# Hervé Télémaque
Pour les articles homonymes, voir Télémaque (homonymie).
Hervé Télémaque, né le 5 novembre 1937 à Port-au-Prince (Haïti) et mort le 10 novembre 2022 à Ivry-sur-Seine, est un artiste peintre français d'origine haïtienne, associé aux courants du surréalisme et de la figuration narrative.

## Biographie
Hervé Télémaque naît en 1937 à Port-au-Prince dans une famille bourgeoise, francophone et artistique (un oncle poète, une tante musicienne, une mère passionnée de littérature). À la suite d'un problème de santé, il doit abandonner ses espoirs de compétition sportive. En 1957, lors de l'arrivée au pouvoir de Duvalier, il quitte Haïti pour New York et s’inscrit à l’Art Student’s League jusqu'en 1960, où son professeur, le peintre Julian E. Levi, encourage sa vocation artistique. Durant son séjour aux États-Unis, où il fréquente les musées, il se nourrit de l’expressionnisme abstrait, puis du surréalisme, tels qu’ils ont été exploités et réinterprétés par les artistes américains (De Kooning, Lam, etc.), et il est en particulier sensible à l'influence d'Arshile Gorky. Dès 1959, sa peinture intitulée Sirène (Musée Sainte-Croix) marque son originalité. Hervé Télémaque veut s’ancrer dans la réalité et échapper à l’abstraction: même le titre se réfère à son quotidien, évoquant les sirènes des bateaux qu’il entend depuis sa chambre de « Brooklyn Heights ». Avec L’Annonce faite à Marie (Musée des beaux-arts de Dole, dépôt FNAC), qui rappelle son mariage la même année avec Maël Pilié, s'annonce le thème de la sexualité, surtout présent au début de son œuvre (Histoire sexuelle, 1960 ; Ciel de lit, n°3, 1962, MAMAC ; Femme merveille, 1963, Institut d'art contemporain de Villeurbanne).
L'ambiance ségrégationniste des États-Unis le déçoit, (Toussaint Louverture à New-York, 1960, musée de Dole ; Quand j'appris la nouvelle, 1960, MAC VAL). En 1961, il vient en France et s’installe à Paris. Il y fréquente les Surréalistes, sans adhérer formellement au groupe. Mais c’est dans les préceptes du Pop art (bande dessinée, usage de l'épiscope, puis en 1966 de l'acrylique) qu’il trouve véritablement sa voie bien particulière, tout en défendant la création européenne, plus critique envers la société. Dès 1962, il participe ainsi à l’aventure de la Figuration narrative, en se rapprochant d'artistes comme Bernard Rancillac, Eduardo Arroyo, Peter Klasen, Öyvind Fahlström, Jacques Monory, que le critique Gérald Gassiot-Talabot réunit en 1964, à la demande de Télémaque et de Rancillac, dans une exposition intitulée « Mythologies quotidiennes ». De 1962 à 1964, il produit alors l'une de ses séries les plus originales, notamment sous forme de diptyques, où des morceaux d'anatomie, accompagnés de métaphores visuelles qualifiées de « fictions » (croix, flèche, arme, sous-vêtement, urne, masque) et de commentaires, parfois simplement inscrits à la craie ou au crayon, circulent sur un fond initialement blanc (Le voyage, 1962 ; Portrait de famille, 1962, Fondation Gandur pour l'Art ; Etude pour une carte du tendre, 1963 ; My Darling Clementine, 1963, MNAM ; The Ugly American, 1962/64, MOMA, etc.).

« Dans les années soixante, je m'installe dans le dépouillement, je m'inscris dans la mouvance de l'Arte povera. C'est une vraie rupture avec l'énumération baroque qui s'opère là. La canne apparaît dans mon travail dès 1968. Notamment avec Le Désert, une canne brisée en deux morceaux, découpée dans une sphère, un bâton dérisoire pour une marche improbable. »

 Une déclaration faite à la critique d'art Alexia Guggémos dans un long entretien paru en 2015 aux éditions Somogy (Confidence).
Télémaque entend composer son propre vocabulaire, dépassant un discours narratif à visée socio-politique (One of 36 000 Marines, 1963, Fondation Gandur), dont il s'éloigne à partir de 1967, au profit d'un univers poétique intérieur et jubilatoire, plus hermétique, nourri par l'expérience de sa propre psychanalyse, entreprise en 1958 avec Georges Devereux, et cette fois inspiré de l'œuvre de De Chirico, René Magritte ou Marcel Duchamp. Dans ses tableaux se retrouvent ainsi des objets usuels évocateurs, notamment de son vécu en Haïti, et d'interprétation multiple au gré du spectateur, images de lecture complexe telles des énigmes à décrypter (tête édentée, canne blanche du Baron samedi, chaussures et équipements de sport, mobilier et tentes de camping, etc), malgré l'exégèse effectuée par la critique d'art Anne Tronche en 2003.

« J’ai toujours représenté les tentes. Est-ce un signe d’un artiste qui se vit comme un exilé ? Pour moi, c’est non. C’est simplement un signe proprement métaphysique de la demeure humaine. En fait, c’est un tableau sur la demeure humaine. »

 En 1964, l'artiste adopte la « ligne claire » inspirée par Hergé (Petit célibataire un peu nègre et assez joyeux, 1964, MNAM), puis introduit des objets sur la toile en 1966 avec sa série des « Combines paintings », évoquant celles de Robert Rauschenberg (1953-1964) et plus encore, celles contemporaines de Martial Raysse (Confidence, 1965, Fondation Gandur ; Touareg, pèlerinage avec ressemblances, 1966, LaM). Entre 1968 et 1969, il cesse de peindre pour pratiquer exclusivement l’assemblage avec ses « sculptures maigres », à l'instar des ready-made de Duchamp. Dans la sculpture, comme dans le tableau, il s’agit de rendre surprenants les choses ou les objets banals, d’ouvrir des possibilités de sens multiples à des icônes ou des bribes d’icônes, à l’origine, univoques. Télémaque, revient en 1970 à la peinture, avec ses séries « Les Passages » et « Suites à Magritte », en adoptant un style épuré formé d'aplats de couleurs (Caca-Soleil !, 1970, MNAM, d'esprit duchampien), et s'adonne au dessin ainsi qu'aux collages à partir de 1974, avec ses séries « Selles» en 1977, puis « Maisons rurales » en 1980.
En 1973, il retourne pour la première fois en Haïti pour voir sa mère, puis en Afrique, et il y ressource son imaginaire. Puis il entreprend en 1976 de grandes peintures à l’acrylique, principalement de formes nouvelles en ellipse ou tondo, en vue de l’exposition organisée en 1976 par l’ARC au Musée d’art moderne de la Ville de Paris. En 1985 il est naturalisé français et, parmi d'autres commandes publiques (Hôpital de la Salpêtrière en 1984, Gare RER du Musée d'Orsay en 1986), il reçoit celle de la fresque monumentale « Vallée de l'Omo », de 13 m de long, réalisée en 1986 pour la Cité des sciences et de l'industrie de La Villette et de celle de Maman à l'Hôpital de la Salpêtrière. En 1986 également, il bénéficie de sa première exposition personnelle dans la Caraïbe avec une vingtaine de toiles exposées à la Casa de las Américas, lors de la IIe biennale de La Havane.
À partir des années 1990, Télémaque continue ses recherches au travers de dessins de grand format au fusain, initiés en 1992, et d’étonnants bas-reliefs, où la scie-sauteuse remplace le crayon. Marqué par la maladie, puis la mort de sa mère en 1993, et sans doute par le souvenir du Vaudou qui régnait à Haiti, il aborde le thème du deuil dans une manière plus sombre (chauve-souris, tête de mort) et pratique sa propre magie dans des assemblages mélangeant du marc de café aux pigments de couleurs, pour donner à ceux-ci une lourdeur sensuelle.
Après l’exposition Fusain et marc de café – Deuil : le dessin, l’objet, à la galerie Louis Carré & Cie en 1994 (catalogue préfacé par Yves Michaud), Hervé Télémaque expose « Œuvres d’après nature » (catalogue préfacé par Philippe Curval), à la fondation Électricité de France en 1995. Sa double exposition à la FIAC’96 (stand galerie Louis Carré & Cie et stand galerie Marwan Hoss) est ensuite suivie de quatre rétrospectives, d'abord à Electra - fondation EDF à Paris, à l'« Electrical Workshop » à Johannesbourg (Afrique du Sud) en  1997, à l'IVAM de Valence (Espagne) en 1998, puis au Centre d’art de Tanlay (Yonne) pendant l’été 1999.
Les années 2000 sont celles d’un retour aux sources africaines dont se réclame le courant de la « négritude » et à un nouveau regard porté sur l’actualité politique française, éventuellement teinté d'humour. En 2000, il reprend une activité qu’il n’avait plus pratiquée depuis de longues années, l’illustration de livre. À la suite de plusieurs séjours en Afrique, Télémaque réalise une série de peintures à l’acrylique intitulée Trottoirs d’Afrique, présentée en 2001 à la galerie Louis Carré & Cie (catalogue préfacé par Gérard Durozoi). Néanmoins, et malgré un parcours inscrit naturellement dans l'évolution et les questionnements intellectuels de l'art moderne du XXe siècle, l'évocation, même métaphoriquement indirecte de son pays et de ses origines, n'aura jamais quitté son œuvre (Afrique et Toussaint Louverture à New-York, 1960 ; Venus Hottentote et Comics pour Harlem, 1962 ; My Darling Clementine et Black Magic, 1963 ;  Voir ELLE et Banania 1, 1964 ; Convergence, 1966 ; Port-au-Prince, le fils prodigue, 1970 ; Le Silence veille à Saint-Marc (Haïti), 1975 ; Afrique, 1980 (MAMVP) ; La Mère-patrie, 1981 (FRAC Hauts-de-France) ; Mère Afrique, 1982 (FRAC Aquitaine) ; Caraïbe I, 1993, (MAC VAL) ; Le Voyage d’Hector Hyppolite en Afrique, no 1, 2000 (MAMVP) ; Deep South, 2001, etc.). Fonds d’actualité no 1, (MNAM), est un hommage indirect aux dessinateurs satiriques Plantu et Pancho, avec la figure de Jacques Chirac, alors « élu à l'africaine » avec 82,21 % des voix. En 2002, l’IUFM de Lyon présente une exposition autour de ce grand tableau et des objets en marc de café.
À l’occasion de la parution d'une première monographie par Anne Tronche chez Flammarion, dans la collection « La Création contemporaine », la galerie Louis Carré & Cie présente sur son stand à la Fiac 2003, une exposition réunissant un ensemble d’œuvres majeures des années 1960, intitulée Paris 1961. En 2005, il réalise un cycle de trois fresques monumentales pour la salle d'audience du Palais de Justice de Laval. En 2010, Hervé Télémaque parraine la vente aux enchères « Haïti Action Artistes » dont l’objectif est de restituer aux artistes haïtiens les moyens de retravailler et de créer des structures pérennes, à la suite du tremblement de terre du 12 janvier.
Une exposition rétrospective lui est consacrée par le Musée national d'art moderne au Centre Pompidou du 25 février 2015 au 18 mai 2015, avec 74 peintures, dessins, collages, objets et assemblages, reprise au musée Cantini, puis en 2016 à la Fondation Clément au François en Martinique, avec une sélection d'une cinquantaine de toiles en rapport direct avec les Antilles et l'Afrique.
En 2018, le MoMA Museum Of Modern Art à New York fait l'acquisition d'une toile des années New Yorkaises No Title (The Ugly American) 1962/64 grâce au mécénat de Marie-Josée et Henry Kravis en l’honneur de Jerry Speyer, trois personnalités proches du musée new-yorkais. Un tableau montré à la galerie Guttklein Fine Art à Paris en 2018. Dans cette exposition intitulée "Jalons", Hervé Télémaque montre pour la première fois Témoins (1998) une fresque symbole d'un retour à ses racines Haïtiennes. En 2019, il crée la surprise à la galerie Rabouan Moussion à Paris. Dans l'exposition L'inachevée conception, il présente une toile imposante de dix mètres de long. Réalisé dans le calme de son atelier à Verneuil-sur-Avre en Normandie, le tableau Al l’en Guinée (2016-18), évoque le périple fantasmé d’un marcheur de fond. « C’est une randonnée sur la vie », s’amuse le peintre connu pour ses images métaphoriques, trames escarpées et balises de diversion. Dans « randonnée » infuse l’idée d’un voyage au long cours. S'agit-il de la mort ou d'un retour joyeux au pays des ancêtres ?
Il meurt en région parisienne le 10 novembre, à l’âge de 85 ans,.

## Expositions (sélection)

### Expositions collectives
- 1962 : Paris, musée d'art moderne de la ville de Paris (MAMVP), « Art latino-américain à Paris », avec Jorge Camacho, Simona Ertan, Joaquin Ferrer, Eduardo Jonquieres, Wifredo Lam, Roberto Matta, Jesus Rafael Soto...
- 1964 : participation à l'exposition « Mythologies quotidiennes », organisée au MAMVP, l'associant ainsi à la Figuration narrative
- 1968 : Cassel, Documenta IV et Venise, Biennale de Venise
- 1972 : Paris, Grand Palais, exposition « Douze ans d'art contemporain »
- 1976 : Paris, MAMVP, rétrospective à l'ARC
- 1980 : Recherche Art et Industrie de Renault
- 1982 : Paris, Grand Palais, FIAC, galerie Maeght
- 1996 : FIAC, galerie Louis Carré & Cie et galerie Marwan Hoss
- 2006 : Paris, Grand Palais, La Force de l’art
- 2008 : Paris, Grand Palais, « Figuration narrative. Paris, 1960-1972 »
- 2009 : Paris, La Maison rouge, fondation Antoine de Galbert, « Vraoum ! trésors de la bande dessinée et art contemporain »
- 2009 : Paris, MAMVP, « Dans l’œil du critique. Bernard Lamarche-Vadel et les artistes »
- 2011 : Paris, musée du Louvre, salle de la Chapelle, « Musée Monde » (dans le cadre de l'exposition « Le Louvre invite Jean-Marie G. Le Clézio »)
- 2014[10] : Paris, Grand Palais, « Haïti, deux siècles de création artistique »,
- 2016 : Munich, Haus der Kunst, Okwui Enwezor, « Post War »
- 2022 : Paris, musée de l'Histoire de l'immigration, « Paris et nulle part ailleurs »

### Expositions personnelles
- 1964 : Londres, Hanover Gallery
- 1964 : Paris, galerie Mathias Fels
- 1965 : Rome, L'Attico
- 1967 : Paris, galerie Mathias Fels
- 1971 : Paris, galerie Mathias Fels « Passage » (achat d'une œuvre par le président Pompidou)
- 1979 : Paris, Zurich, galerie Maeght « Selles »
- 1981 : Paris, galerie Adrien Maeght
- 1982 : Nantes, galerie Convergence
- 1986 : Casa de las Americas, dans le cadre de la IIe biennale de La Havane
- 1989 : Paris, galerie Jacqueline Moussion, première exposition personnelle, « New York 1960 »
- 1991 : Paris, galerie Jacqueline Moussion, rétrospective de collages depuis 1973 et série « La Chambre noire »
- 1994 : Paris, galerie Louis Carré, « Fusain et marc de café – Deuil : le dessin, l’objet »
- 1995 : Rétrospective à la Fondation Electra à Paris, « Œuvres d’après nature »
- 1997 : Johannesbourg, rétrospective à l'Electrical workshop
- 1998 : Valence, rétrospective à l'IVAM de Valence
- 1999 : Centre d'art de Tanlay, « Hervé Télémaque : des Modes & Travaux » et création d'une œuvre originale pour le timbre-poste de France commémorant l'abolition de l'esclavage, émis en avril
- 2001 : Paris, galerie Louis Carré & Cie, « Trottoirs d'Afrique »
- 2005 : Paris, musée de la Poste, « Hervé Télémaque. Du coq à l'âne » (rétrospective)
- 2009 : Paris, galerie Louis Carré & Cie, « Combine painting 1965-1969 »
- 2010 : Baie-Mahault ; Hervé Télémaque est l’invité d’honneur de la 2e édition de « Art Bemao », manifestation d’art moderne et contemporain qui présente un regard actuel sur les arts visuels en Guadeloupe.
- 2011 : Paris, galerie Louis Carré & Cie, « La Canopée, The Brown paper bag »
- 2013 : Paris, galerie Louis Carré & Cie, « Passages et autres (1970-1980) »
- 2015 : Paris, Centre Pompidou, 25 février-18 mai[11]
- 2015 : Musée de Louviers
- 2015 : Marseille, musée Cantini
- 2016 : Le François, Martinique, Fondation Clément[8]
- 2018 : Paris, galerie Guttklein Fine Art, « Jalons » 1, 2
- 2019 : Paris, galerie Rabouan Moussion, « L'inachevée conception »
- 2021 : Londres, Serpentine Gallery, « A Hopscotch of the Mind »
- 2023 : États-Unis, musée d'art d'Aspen, « A Hopscotch of the Mind »

## Acquisitions (sélection)
Le musée national d'art moderne du Centre Pompidou possède 19 œuvres de Télémaque, dont 7 peintures et une sculpture, renforcées par une donation faite par celui-ci en 2014.
Le Museum of Modern Art possède trois de ses œuvres dont No title, The Ugly American (1962/64).

## Décorations
- Chevalier de la Légion d'honneur Il est fait chevalier le 14 avril 2006[12] pour ses 48 ans d'activités artistiques.
- Commandeur de l'ordre des Arts et des Lettres Il est fait commandeur le 14 novembre 1995[13].

## Sa cote
En 2006, un de ses tableaux, One of 36 000 Marines a été adjugé pour 292 000 euros chez Christie's. Cette vente va déclencher un nouvel intérêt autour des peintres de la figuration narrative, dont Valerio Adami, Erró, Peter Klasen et Bernard Rancillac.
En 2012, le Portrait de famille a été adjugé pour 403 200 euros à Drouot. Il s'agit d'un des tableaux les plus connus d'Hervé Télémaque, reproduit dans La Brèche, Action surréaliste, première revue surréaliste, dès son arrivée à Paris. Exposée à la Documenta de Cassel en 1964, la toile fait partie d'un ensemble de 5 œuvres, des années 1962-1963, au début de son travail pop.